# Hilary Mantel
Hilary Mary Mantel (/mænˈtɛl/ man-tel; født Thompson 6. juli 1952, død 23. september 2022) var en engelsk forfatter af historiske romaner, en selvbiografi, noveller og essays. Hun modtog Bookerprisen to gange.
Hun vandt Bookerprisen første gang i 2009 for romanen Wolf Hall om Thomas Cromwells vej til magten ved Henrik 8.s hof. Anden gang hun vandt Bookerprisen, var i 2012 for romanen Bring Up the Bodies, anden bog i trilogien om Thomas Cromwell. Mantel er den første kvinde, der har vundet Bookerprisen to gange. Tidligere har J. M. Coetzee, Peter Carey og J. G. Farrell vundet prisen to gange. The Mirror and the Light er titlen på den sidste roman i trilogien om Thomas Cromwell.
Mantel led i årevis stærkt under endometriose og blev fejlbehandlet med midler mod psykose. Kirurgi og behandling med steroider påførte hende overvægt og et drastisk ændret udseende.

## Værker
- Every Day is Mother's Day (roman, 1985)
- Vacant Possession (roman, 1986)
- Eight Months on Ghazzah Street (roman, 1988)
- Fludd (roman, 1989)
- A Place of Greater Safety (roman, 1992)
- A Change of Climate (roman, 1994)
- An Experiment in Love (roman, 1995)
- The Giant, O'Brien (roman, 1998)
- Learning to Talk (noveller, 2003)
- Giving Up the Ghost (selvbiografi, 2003)
- Beyond Black (roman, 2005)
- Wolf Hall (roman, 2009)
- Bring Up the Bodies (roman, 2012)
- The Mirror and the Light (2020)

### På dansk
- Et eksperiment med kærlighed, Lindhardt og Ringhof (1997)
- Luftforandring, Lindhardt og Ringhof (1997)
- Den døde taler, Fourth Estate (2001)
- Wolf Hall, People's Press (2011)
- Magten, Rosenkilde & Bahnhof (2012)